# Allocreadium lobatum
Allocreadium lobatum är en plattmaskart. Allocreadium lobatum ingår i släktet Allocreadium och familjen Allocreadiidae. Inga underarter finns listade i Catalogue of Life.